# Tinkertoy
Tinkertoy Construction Set är ett byggset för barn. Det skapades 1914, året efter A. C. Gilbert Companys Erector Set av Charles H. Pajeau och Robert Pettit i Evanston, Illinois. stonemason. Pajeau designade leksaken efter att ha sett barn leka med pennor och tomma trådspolar. Han och Pettit bestämde sig då för att börja marknadsföra en leksak som skulle inspirera barnen till att använda sin fantasi. Först gick det inte så bra, men efter ett år hade över två miljoner exemplar sålts.
1998 upptogs leksaken i National Toy Hall of Fame.